# 台南系統交流道

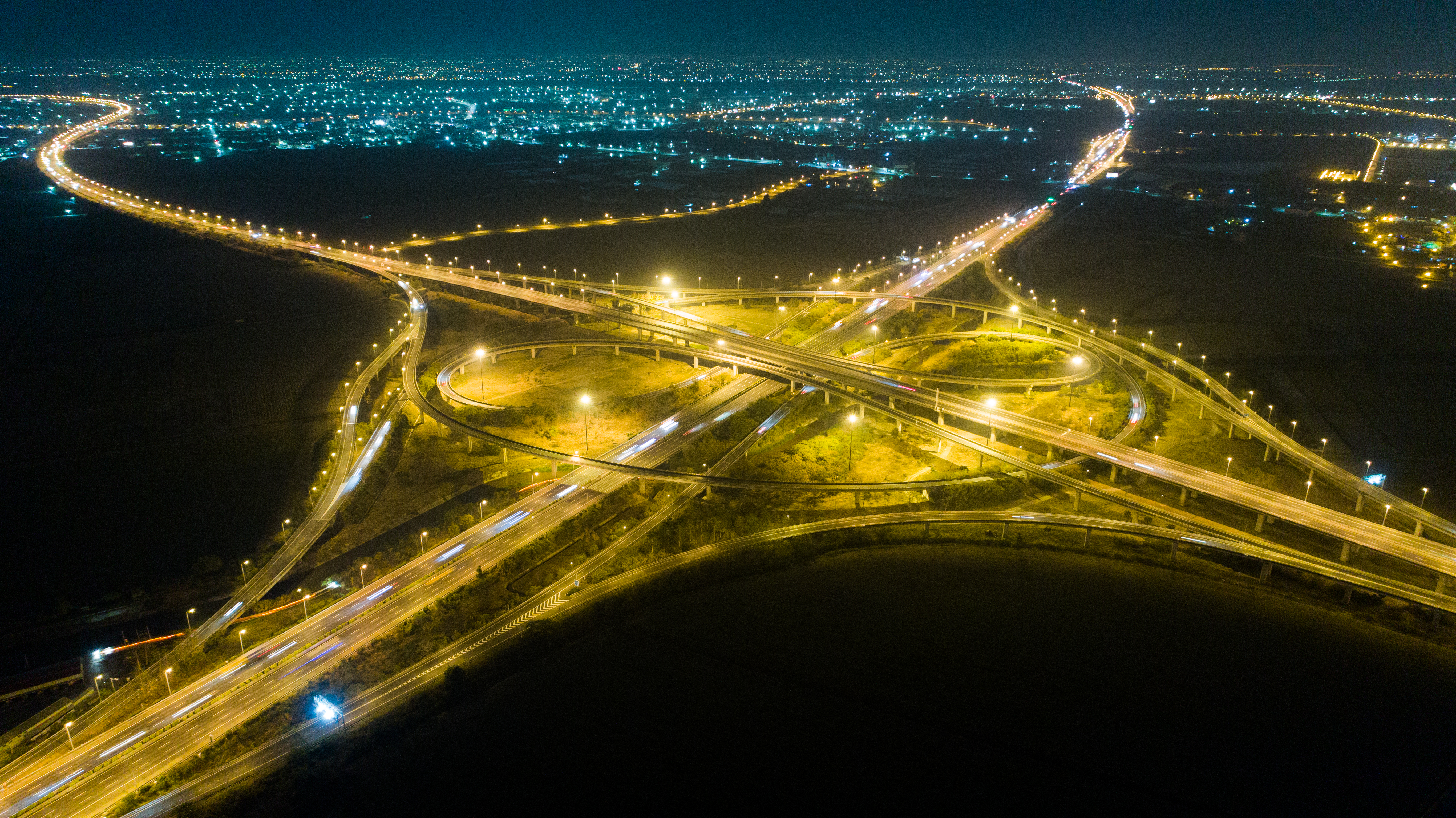
台南系統交流道夜景

台南系統交流道位於臺灣臺南市安定區與新市區交界處，國道一號指標315k、國道八號指標6k處；國道一號、國道八號左轉均以環道設計連接。
|  | 315 台南系統 |  | 新化 安南 |
|  | 6 台南系統   |  | 嘉義 台南 |

## 簡介
台南系統交流道為臺南高快速公路系統中，臺南環線田字路網的中心樞紐，由北往南分別可經中山高連結台84線、台86線，未來可銜接臺南都會區北外環道路；由西向東以國道八號連接臺江大道、新港社大道、南科聯絡道、國道三號。由上空俯瞰造型完美，甚至被網友形容「像外星人的作品」。

## 鄰近道路

### 山海圳綠道
國道一號與國道八號以高架橋立體交叉，原始計畫橋下空間規劃為人工湖，臺南市政府另向教育部體育署爭取「嘉南大圳穿越系統交流道銜接堤塘港自行車道新建工程」，興建自行車專用道並銜接系統交流道東西兩端既有的山海圳綠道（自行車道），目前已完工通車。
經濟部將人工湖計劃變更，於系統交流道西側設置「安順寮排水滯洪池新建工程」。

### 樹谷聯絡道
起於樹谷大道與南134區道交叉處，沿南135區道平行拓寬穿越系統交流道東側匝道橋下，平行中山高，往南跨越大洲排水線，連接臺南都會區北外環道路。
區道南135線新設西向聯絡道，經中山高橋下，連接鹽水溪排水線堤防道路（堤塘港），避免大洲排水線道路擁塞。

### 南科西向連絡道
平行中山高於台南系統交流道西側興建南北雙向分隔4車道（如上方條目照片左上角），直接聯繫國道八號側車道至區道南134線，往東車流無須利用港口交流道左轉至南科，避免車流直接進入港口村聚落。道路名稱為定順路。

### 國道八號側車道延伸
國道八號側車道以南科西向連絡道為起點，往東延伸穿越系統交流道西側匝道橋下，再往南拓寬既有農路連接鹽水溪排水線道路，提供安定港口地區往來大洲、永康、國立臺灣歷史博物館周遭地區。

## 外部連結
- 國道一號台南系統交流道示意圖 （页面存档备份，存于） （交通部高速公路局）
- 國道八號台南系統交流道示意圖 （交通部高速公路局）
- 何謂系統交流道（页面存档备份，存于）（國道高速公路局）